# 29e cérémonie des Boston Society of Film Critics Awards
La 29e cérémonie des Boston Society of Film Critics Awards, décernés par la Boston Society of Film Critics, a eu lieu le 14 décembre 2008, et a récompensé les films réalisés dans l'année.

## Palmarès

### Meilleur film
(ex æquo)
- WALL-E
- Slumdog Millionaire
  - Harvey Milk (Milk)

### Meilleur réalisateur
- Gus Van Sant pour Paranoid Park et Harvey Milk (Milk)

### Meilleur acteur
- Mickey Rourke pour le rôle de Randy "Ram" Robinson dans The Wrestler
- Sean Penn pour le rôle de Harvey Milk dans Harvey Milk (Milk)
  - Richard Jenkins pour le rôle de Walter Vale dans The Visitor
  - Frank Langella pour le rôle de Richard Nixon dans Frost/Nixon

### Meilleure actrice
- Sally Hawkins pour le rôle de Pauline "Poppy" Cross dans Be Happy (Happy-Go-Lucky)
  - Anne Hathaway pour le rôle de Kym dans Rachel se marie (Rachel Getting Married)

### Meilleur acteur dans un second rôle
- Heath Ledger pour le rôle du Joker dans The Dark Knight : Le Chevalier noir (The Dark Knight)
  - Robert Downey Jr. pour le rôle de Kirk Lazarus dans Tonnerre sous les tropiques (Tropic Thunder)

### Meilleure actrice dans un second rôle
- Penelope Cruz pour le rôle de María Elena dans Vicky Cristina Barcelona
  - Viola Davis pour le rôle de Natalie Keener dans Doute (Doubt)

### Meilleure distribution
- Tonnerre sous les tropiques (Tropic Thunder)
  - The Visitor

### Réalisateur le plus prometteur
- Martin McDonagh pour Bons baisers de Bruges (In Bruges)

### Meilleur scénario
- Harvey Milk (Milk) – Dustin Lance Black
  - Be Happy (Happy-Go-Lucky) – Mike Leigh

### Meilleure photographie
- Paranoid Park – Christopher Doyle et Rain Kathy Li
  - Slumdog Millionaire – Anthony Dod Mantle

### Meilleur montage
- Slumdog Millionaire – Chris Dickens

### Meilleur film en langue étrangère
- Morse (Låt den rätte komma in) •  Suède
  - Valse avec Bachir (ואלס עם באשיר) •  Israël

### Meilleur film d'animation
- WALL-E
  - Valse avec Bachir (ואלס עם באשיר)

### Meilleur film documentaire
- Le Funambule (Man on Wire)
  - I Feel Good ! (Young@Heart)